# Lluís Montané i Mollfulleda

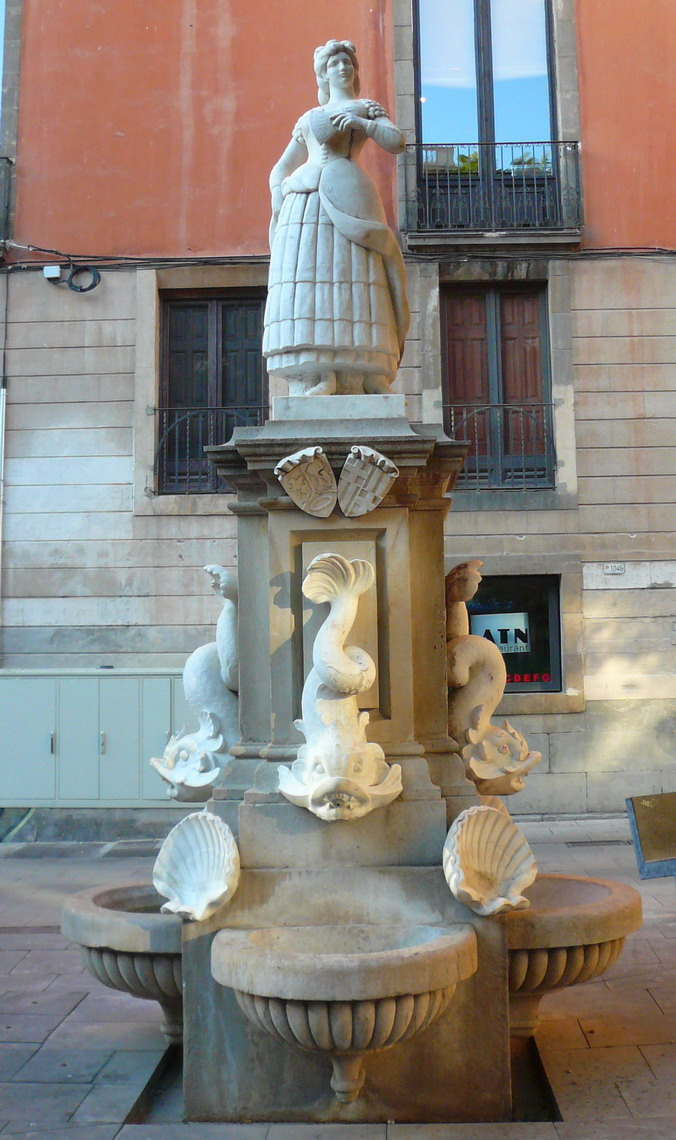
Font situada a la plaça de la Vila de Madrid de Barcelona (1958), amb una maja madrilenya i uns peixos, característics de l'obra de Montané, que sovint representava animals en les seves obres.

Lluís Montané i Mollfulleda (Sant Celoni, Vallès Oriental, 1905 - Barcelona, 9 de juny de 1997) va ser un escultor català.

## Biografia
Estudià a Llotja amb Antoni Alsina Amils i treballà al taller d'Eusebi Arnau. Viatjà per Espanya, França, Itàlia i Bèlgica. Fou pensionat a Roma i París els anys 1928 - 1930.
El seu estil és mediterranista i oscil·lava entre la tradició noucentista i en evocacions de l'arabesc modernista.Com a retratista és realista.
El 1992 rebé la Creu de Sant Jordi.
A Barcelona es troben monuments seus a espais públics com l'esmentat de la Font de la Maja i el dedicat a Gaspar de Portolà a Montjuïc. A Vilanova i la Geltrú es troba el monument a Eduard Toldrà (1963); a Manresa, Lectura (a la Biblioteca) i Crist Rei a la parròquia d'aquest nom; a Centelles un Sagrat Cor a la plaça pública; a Sant Celoni, es poden contemplar Sant Martí, Sant Ramon Nonat, Salomé i Repòs; a Puigcerdà, Sagrada Família; a l'església de Maspujols (Tarragonès), Assumpció; a Vic, el monument a Andreu Colomer Munmany.
Tenen obres seves a Barcelona el Museu Nacional d'Art de Catalunya, el Museu del Teatre (Parsifal), el Museu de l'Esport (Atleta, Lluitador i la pintura Marina esportiva); el Reial Cercle Artístic (Eva, Hivern, el Gos de l'escala i el dibuix Rambles); a l'Ateneu Barcelonès (Atena) i a la Casa de Caritat de la Diputació hi ha la Joguinera (1931), fruit del seu pensionat a Roma, una obra que estigué al despatx de la presidència de la Generalitat en temps del President Francesc Macià. També tenen conjunts d'escultures i pintures de Lluís Montané i Mollfulleda l'Ajuntament de Sant Celoni i el Museu Abelló- Fundació Municipal d'Art de Mollet del Vallès.
El 1985 la Fundació Caixa de Pensions li dedicà una exposició antològica d'escultura a Barcelona, amb Teresa Camps, professora de la Universitat Autònoma de Barcelona, com a comissària i la Fundació li publicà un llibre catàleg:" Lluís Montané i Mollfulleda". El mateix any, a Granollers, al Centre Cultural de la Fundació de la Caixa, tingué lloc una exposició d'escultura, pintura i dibuix de l'artista. Entre 1992 i 1993, el MNAC exposà sis escultures de Montané i Mollfulleda i publicà sengles estudis sobre les mateixes de Teresa Camps dins el llibre " Un any d'adquisicions, donacions i recuperacions". El 1993 el Departament de Cultura de la Generalitat de Catalunya amb el Banc Bilbao Vizcaya li dedicà a Barcelona una exposició antològica de pintura i escultura, acompanyada de la realització d'un vídeo documental i d'un llibre catàleg amb textos de Josep Maria Cadena, Teresa Camps i Josep Fèlix Benz, titulat "Lluís Montané i Mollfulleda". El 2004 el Museu Abelló, amb el patrocini de la Diputació de Barcelona, li dedicà una exposició d'escultura i pintura, acompanyada del llibre " Lluís Montané i Mollfulleda, el mediterranisme dinàmic", amb text de Josep Fèlix Benz. Aquesta exposició després fou traslladada primer a Manresa i a continuació a Sitges. El 2005 a Sant Celoni es presentà una gran exposició de pintura i escultura en el centenari del naixement de l'artista.
A la bibliografia ja esmentada cal afegir l'article sobre l'artista, acompanyat de foto d'una obra seva, al volum III del " Diccionario Ràfols de artistas contemporaneos de Cataluña y Baleares (1989) i l'article que li dedicà Rafael Santos Torroella, amb fotos d'obres de Montané Mollfulleda, al volum XIII de l'obra "Enciclopèdia Vivent de la Pintura i l'Escultura Catalanes" (1991).
Com ja s'ha indicat, a Sant Celoni, hi ha nombroses escultures seves repartides per tota la ciutat. La darrera col·locada, és un nu femení, situat a la Plaça de la Biblioteca en honor de l'artista. A part, el Centre de Documentació i Museu de les Arts Escèniques conserva una escultura original de Montané.